# Campo Erê
Campo Erê este un oraș în Santa Catarina (SC), Brazilia.